# فثيوتيس
فثيوتيس إحدى مقاطعات اليونان.فثيوتيس (باليونانية: Φθιώτιδα, Fthiótida, [ˈfθjɔtiða]؛ اليونانية القديمة و Katharevousa: Φθιῶτις) وهي جزء من منطقة وسط اليونان، وعاصمتها هي مدينة لاميا، ويحدها خليج ماليان من الشرق، وبئوتيا من الجنوب، وفوكيس في الجنوب، وإيتوليا - أكارنانيا من الجنوب الغربي، وإفريتانيا في الغرب، وكارديتسا ولاريسا في الشمال، وماكنيسيا من الشمال الشرقي. ويعود الاسم إلى العصور القديمة. وتشتهر بأنها كانت موطن آخيل.